# Chiesa di San Francesco (Atri)
La chiesa di San Francesco è uno dei principali monumenti della città di Atri e si trova lungo corso Elio Adriano, imponendosi con la sua scenografica scalinata.
Fu la prima chiesa in Abruzzo dedicata a san Francesco d'Assisi ed è monumento nazionale dal 1902.

## Storia
Intorno al 1220, durante la sua predicazione in Abruzzo, san Francesco d'Assisi si fermò di passaggio ad Atri e vi fondò una piccola comunità francescana a capo del quale mise fra' Filippo Longo, uno dei suoi discepoli più fidati, originario proprio di Atri. Ma la comunità mancava ancora di una chiesa e un convento. Nell'ottobre 1226, poco dopo la morte del santo di Assisi, iniziarono i progetti per la costruzione della nuova chiesa e dell'annesso convento ad opera di Filippo Longo. Nel 1241 fu ultimata: vi dimorava già una nutrita comunità francescana (tra cui spiccò il Beato Andrea da Raiano, che morì proprio nell'anno di ultimazione dei lavori). L'aspetto della chiesa era stupefacente: ad una navata, era in stile gotico con tanto di pinnacoli e guglie, ad un'unica navata; era inoltre la chiesa più grande d'Abruzzo, per una lunghezza di 130 metri: con la facciata su Corso Elio Adriano, terminava con il presbiterio nell'opposta Via Ferrante. Il convento occupava invece l'attuale via Angelo Probi, a destra della chiesa.
Il convento francescano cominciò ad assumere un'importanza sempre maggiore nella zona e durante il concilio di Narbona nel 1260 fu posta a capo di una provincia francescana, la Custodia Adriensis ovvero la 'custodia atriana'.
I Francescani cominciarono ad assumere una certa importanza e furono tra le principali fonti di committenze della città.
Nel 1296 ad Atri arrivarono i Domenicani, che cominciarono la costruzione della loro chiesa (conclusa nel 1305); nonostante non avessero tutti i privilegi concessi ai Francescani, anche i Domenicani avevano acquistato una certa posizione nella società cittadina e avevano radunato attorno a sé alcuni tra i principali artisti dell'epoca.
Vistò ciò, i Francescani "entrarono in conflitto" con l'ordine dei Padri Predicatori: fu un "conflitto artistico" ed "economico". I frati di San Francesco cercarono di imitare i Domenicani, trasformando la chiesa a tre navate, costruendo l'arco tuttora esistente su Via Probi per permettere il collegamento tra chiesa e convento e ornarono la chiesa di alcuni affreschi.
Un altro "colpo duro" per i Francescani fu quando i Domenicani cominciarono, nel 1433, a produrre la liquirizia controllandone anche il commercio.
I Domenicani acquistavano sempre più popolarità, addirittura le nobili famiglie atriane avevano una loro cappella in questa chiesa.
I Francescani si risollevarono a partire dal 1690: quell'anno un terremoto aveva provocato alcuni danni ad Atri, e soprattutto aveva provocato il crollo della chiesa di San Francesco e l'inagibilità del convento. I Francescani cominciarono presto a ricostruire la loro chiesa e tra la fine del Seicento e i primi del Settecento rappresentò uno dei principali cantieri artistici dell'Abruzzo, in contrasto anche questa volta con i Domenicani che anche loro si accingevano alla trasformazione della chiesa. I Francescani donarono il loro convento alla famiglia Vecchioni che lo trasformò in palazzo, mentre i frati si costruirono un'altra dimora a sinistra della chiesa. Architetti milanesi capeggiati da Giovanni Battista Gianni si occuparono della chiesa: una chiesa molto più piccola della prima, di poco più di 30 metri, ad una navata e con la facciata leggermente arretrata e sopraelevata rispetto al piano stradale.
Il Vescovo avrebbe voluto consacrare la chiesa nel 1715, ma il ritardo nei lavori spostò la consacrazione all'anno successivo.
Si cominciò quindi ad occuparsi alla decorazione sia pittorica che scultorea della chiesa, ad opera di artisti milanesi e napoletani, che finì intorno al 1760.
Nel 1776 i francescani decisero di apportare alcune modifiche alla chiesa, chiamando l'architetto Giovanni Fontana da Penne (all'epoca il più richiesto in Abruzzo) che inserì il timpano in cima con la meridiana e soprattutto la scalinata.  Visto che la chiesa era sopraelavata, vi fu costruita una scalinata a doppia rampa che qualifica lo spazio urbano circostante. L'opera riscosse grandissimo successo, tanto che oggi rappresenta il punto di attrazione della chiesa, ma all'epoca non fu molto ripetuta nelle chiese abruzzesi, mentre la facciata fu replicata in tante altre chiese, anche ad opera dello stesso Fontana che ne rimase affascinato.
Nell'Ottocento i francescani riuscirono a scampare alle due soppressioni, quella di Napoleone Bonaparte del 1809 e quella post- unitaria di Vittorio Emanuele II (1866): queste due soppressioni misero fine ai conflitti tra i Domenicani, andati via nel 1809, e i Francescani.
Continuò invece ad esistere la Confraternita di San Francesco, fondata forse nel Seicento e che cessò definitivamente nel 1934: il sodalizio attuò alcune opere di restauro e rinnovamento delle cappelle.
Nel 1936 il vescovo Carlo Pensa, d'accordo con il provinciale dei francescani d'Abruzzo, favorì il ritorno dei Frati minori nel convento di Atri.
I frati furono molto attivi in città: nel 1944 istituirono la processione di Sant'Antonio (13 giugno), come ringraziamento per lo scampato pericolo della guerra; nel 1960 fondarono un piccolo ma apprezzato coro; inoltre, furono essi ad introdurre l'uso di allestire un monumentale presepe presso Piazza Duomo. A causa della carenza di vocazioni, il vescovo Abele Conigli fu costretto a chiudere il convento di Atri: i pochi frati rimasti se ne andarono, così come la processione del 13 giugno e il coro (eccezion fatta per il presepe che viene ancora allestito).
Mentre il convento è diventato un hotel, la chiesa è rimasta aperta e molto frequentata dagli atriani, che lo considerano l'edificio di culto più grande e bello della città dopo il duomo. Un restauro, poco prima della chiusura del convento, ha permesso di farla tornare agli antichi splendori.
Recentemente (dal luglio 2003 al dicembre 2008), a causa dei restauri nella Cattedrale, ha svolto le funzioni parrocchiali di quest'ultima: qui si sono svolte Comunioni, Cresime, Battesimi e da qui sono partite le varie processioni che nel corso dell'anno si tengono ad Atri. In questi 5 anni la chiesa di San Francesco è rimasta aperta più del solito appunto per essere la sede della parrocchia.
Dopo il ritorno in Duomo della parrocchia, la chiesa di San Francesco ha subito una chiusura: il terremoto dell'Aquila del 2009 ha provocato alcune crepe nelle cappelle laterali e perciò si è iniziato il restauro dell'edificio, che viene aperto solo la mattina alle 7 per la messa.

## Descrizione

### Esterno

#### Facciata e scalinata
La chiesa affaccia con la sua imponente mole lungo Corso Elio Adriano, e già il fatto di essere rialzata rispetto al piano stradale cattura subito l'occhio. Fino al 1950- 1960, prima della nascita del moderno Rione di Sant'Antonio oltre il centro storico, chi veniva ad Atri da Silvi (passando per le contrade Berrettino e Cavalieri) riusciva a vedere parzialmente la facciata della chiesa. La monumentale facciata fu costruita tra il 1715 e il 1716 da Giovan Battista Gianni; essa è della tipologia ad ali inflesse, perché lateralmente è leggermente piegata. Nella parte superiore troviamo il timpano con una meridiana; sotto il cornicione, quindi, una deliziosa finestra barocca con una vetrata realizzata intorno al 1950 dalla ditta Camper di Atri e raffigurante l'Immacolata Concezione; ai lati, altri due oculi quadrati murati, che forse un tempo erano anch'essi finestre. Sopra la finestra centrale una scritta ci informa dell'anno di consacrazione della chiesa.
La parte basse, segnata da due doppie paraste, include il notevole e grande portale, realizzato intorno al 1720 da maestranze napoletane e restaurato nel 2003: sotto al timpano spezzato presenta un interessante bassorilievo raffigurante le stimmate di San Francesco.  Nelle due ali inflesse si aprono due piccoli portali laterali, realizzati nello stesso periodo e dagli stessi artisti di quello centrale; al di sopra di essi, due probabili finestre oggi murate.
Davanti alla chiesa si apre un piccolo slargo che dal lato destro affaccia su Via Probi, permettendone la vista dell'alto; dal lato sinistro permette il collegamento (attraverso un arco e un vicoletto laterale) con Via Santa Chiara. Si apre quindi l'ariosa e scenografica scalinata a doppia rampa, unica di questo genere in Abruzzo. Fu realizzata nel 1776 dal pennese Giovanni Antonio Fontana, su commissione dei frati che crearono un collegamento tra la chiesa e il Corso (visto che, come già detto prima, l'edificio è sopraelevato). C'è da notare come le due rampe della chiesa non siano perfettamente regolari: messe insieme formano una specie di rombo, ed entrambe sono intervallate da pianerottoli. Le due rampe, poi, hanno un particolare andamento curvilineo e questo crea ancor di più l'effetto "stupore" che sicuramente i frati volevano dare a tutti quelli che vi sarebbero passati davanti.  Entrambe le rampe si concludono davanti a una piccola riproduzione della grotta di Lourdes, che si trova in un piccolo locale porticato ricavato proprio sotto la balconata principale della chiesa.  Sappiamo che questo piccolo oratorio era stato costruito insieme alla scalinata, ma era ornato da nicchie con statue di santi in marmo. Una parte fu forse portata via dopo l'arrivo dei francesi, nel 1799; il resto andò perduto nell'Ottocento e nel 1866 (anno di soppressione del convento) erano ormai scomparse. Con il ritorno dei frati nel 1936, essi vi allestirono una piccola riproduzione della grotta di Massabielle, a Lourdes, con tanto di statua della Madonna. Questo piccolo "oratorio", chiuso da una piccola cancellata, è molto a cuore agli atriani: ogni qual volta vi passano si fanno il segno della Croce e spesso vanno a buttare qualche soldo presso la pozza d'acqua ai piedi della statua della Vergine.
La scalinata della chiesa di San Francesco, grazie alla sua particolare posizione, è uno dei punti in cui turisti e atriani si sistemano per assistere al passaggio delle processioni, del corteo storico del 14 agosto e della Maggiolata del giorno seguente.
Inoltre, la sera dell'8 dicembre, al passaggio della processione dell'Immacolata, dalla scalinata parte una cascata di luci e fuochi d'artificio: una tradizione portata dai francescani negli anni quaranta e recentemente ripresa in uso.
La scalinata è stata oggetto di restauri tra il 2002 e il 2003.

#### Lato sinistro e campanile

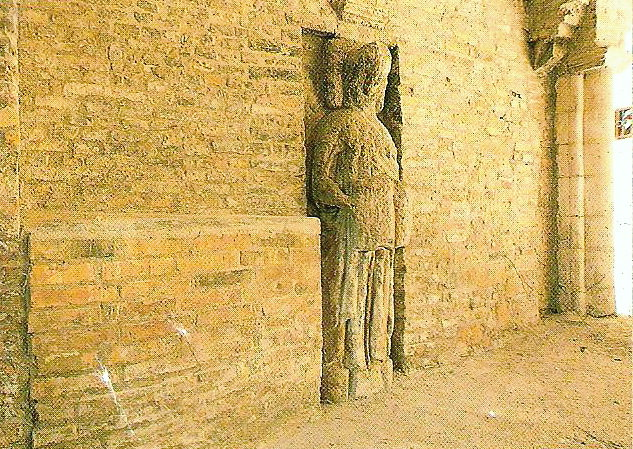
Lu mammocce.

Il lato sinistro è visibile solo parzialmente, perché il resto è coperto dalle costruzioni che vi sono addossate. Su questo lato una struttura ad arco mette in comunicazione la chiesa con il convento: è il cosiddetto Arco dei Francescani, costruito nel Trecento sui resti di una porta del circuito murario altomedievale (periodo in cui il centro storico era molto più piccolo di oggi).  Sotto l'arco si trova lu mammocce, ovvero la tomba di Giacomo di Lisio (1415), ultimo podestà di Atri: la particolare conformazione che gli agenti atmosferici hanno dato alla figura del defunto scolpita sopra la lastra ha scatenato la fantasia popolare che ha usato lu mammocce come strumento di "paura" per i bambini. In fondo al lato sinistro si erge il campanile a vela del XIII secolo, che ancora mostra alcuni archetti pensili decorativi: esso conserva una campana datata 1265 (la più antica d'Abruzzo).

#### Lato destro e resti della chiesa medievale

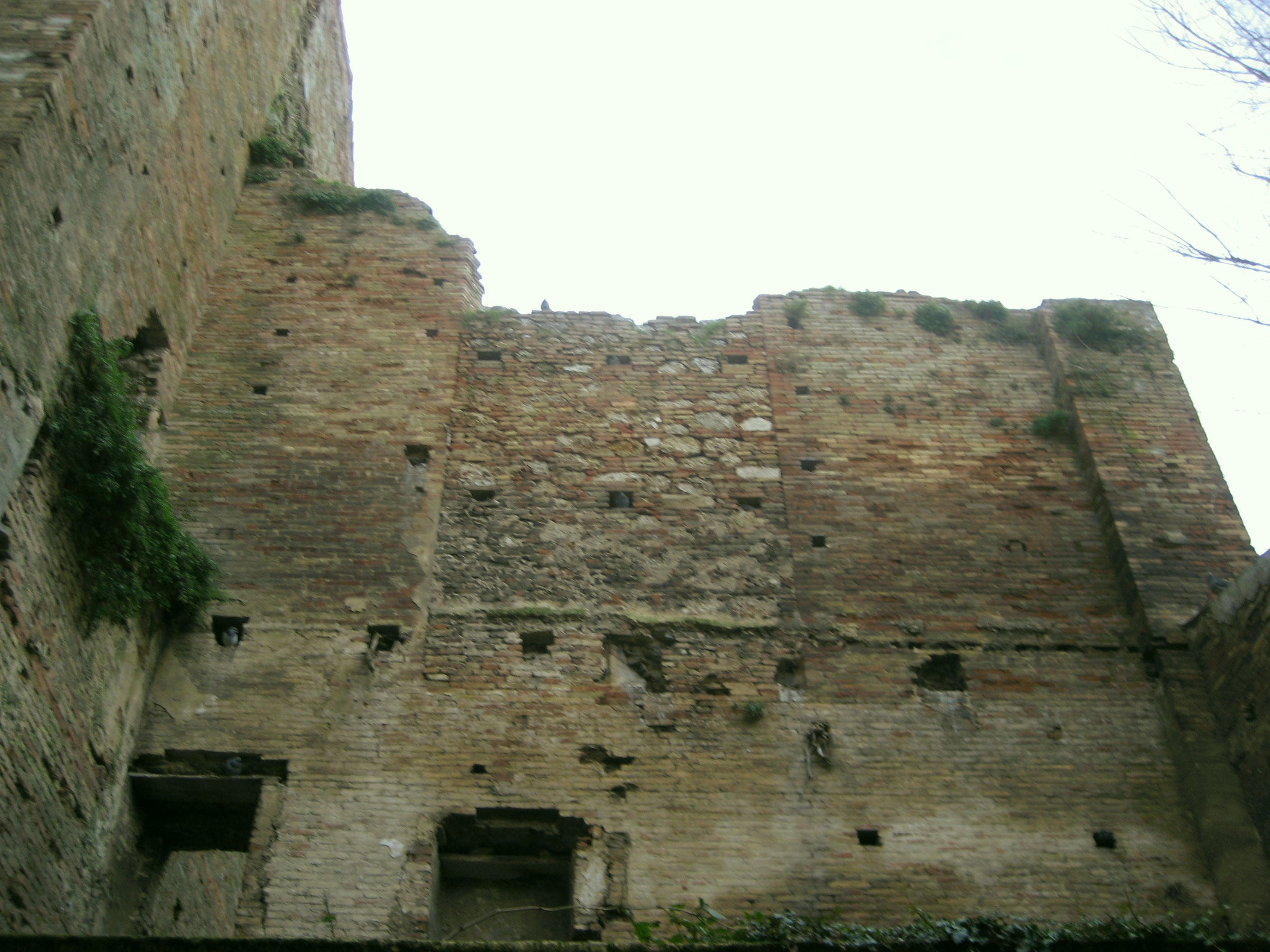
I ruderi della vecchia San Francesco (1226).

Più interessante è il lato destro, che affaccia su gran parte di Via Probi. Innanzitutto possiamo vedere un piccolo portale del XV secolo, con un bassorilievo raffigurante San Francesco, che è allo stesso livello della strada perché prima delle trasformazioni settecentesche la chiesa non era rialzata. Quindi ci sono due grandi bifore gotiche, di cui una chiusa e l'altra utilizzata come balcone della sagrestia.  Infine, dietro alle strutture della chiesa (si può notare il profilo dell'arco trionfale del presbiterio, chiuso) ci sono i resti della chiesa duecentesca.

### Interno
Originariamente l'interno era a tre navate.  Le trasformazioni barocche l'hanno ridotto a una navata sola, utilizzando parte di quelle laterali per la costruzione delle cappelle. Queste, così come il resto della chiesa, furono decorate da artisti di diversa estrazione: lombardi, cappeggiati dal comasco Giovan Battista Gianni (cappelle di Sant'Anna, dell'Immacolata, di San Giuseppe e di Santa Barbara); napoletani, sotto la guida di Giuseppe Sammartino (cappelloni di San Francesco e Sant'Antonio e presbiterio).

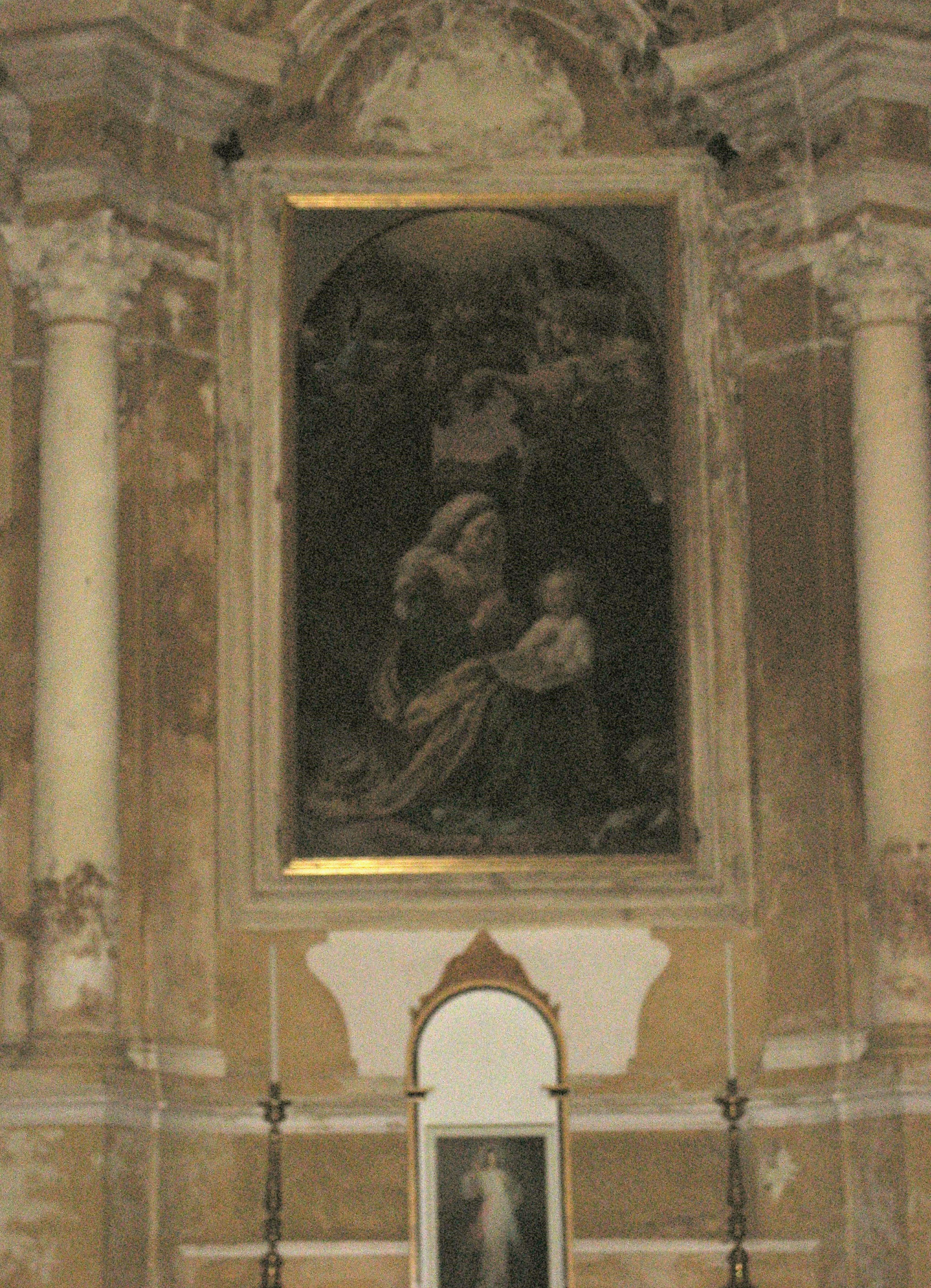
Cappella di Sant'Anna.

Danno luce all'interno le artistiche vetrate realizzate nel 1954 dalla ditta Camper.
Sul lato sinistro abbiamo:
- La Cappella di Sant'Anna, con pala d'altare realizzata nel 1875 per volere della Congrega delle Stimmate: l'autore è ancora ignoto, nonostante l'eccellente qualità dell'opera che la accomuna ad alcune produzioni romane del periodo (Cesare Mariani).  È presente anche una recente statua di Don Bosco.
- La Cappella dell'Immacolata ospita nella nicchia una statua dell'Immacolata Concezione (con bella corona argentea) e ai piedi dell'altare due angeli reggicandela: produzione novecentesche della ditta Mussner di Ortisei.  Le immagini più antiche, del XIX secolo, sono andate perdute.

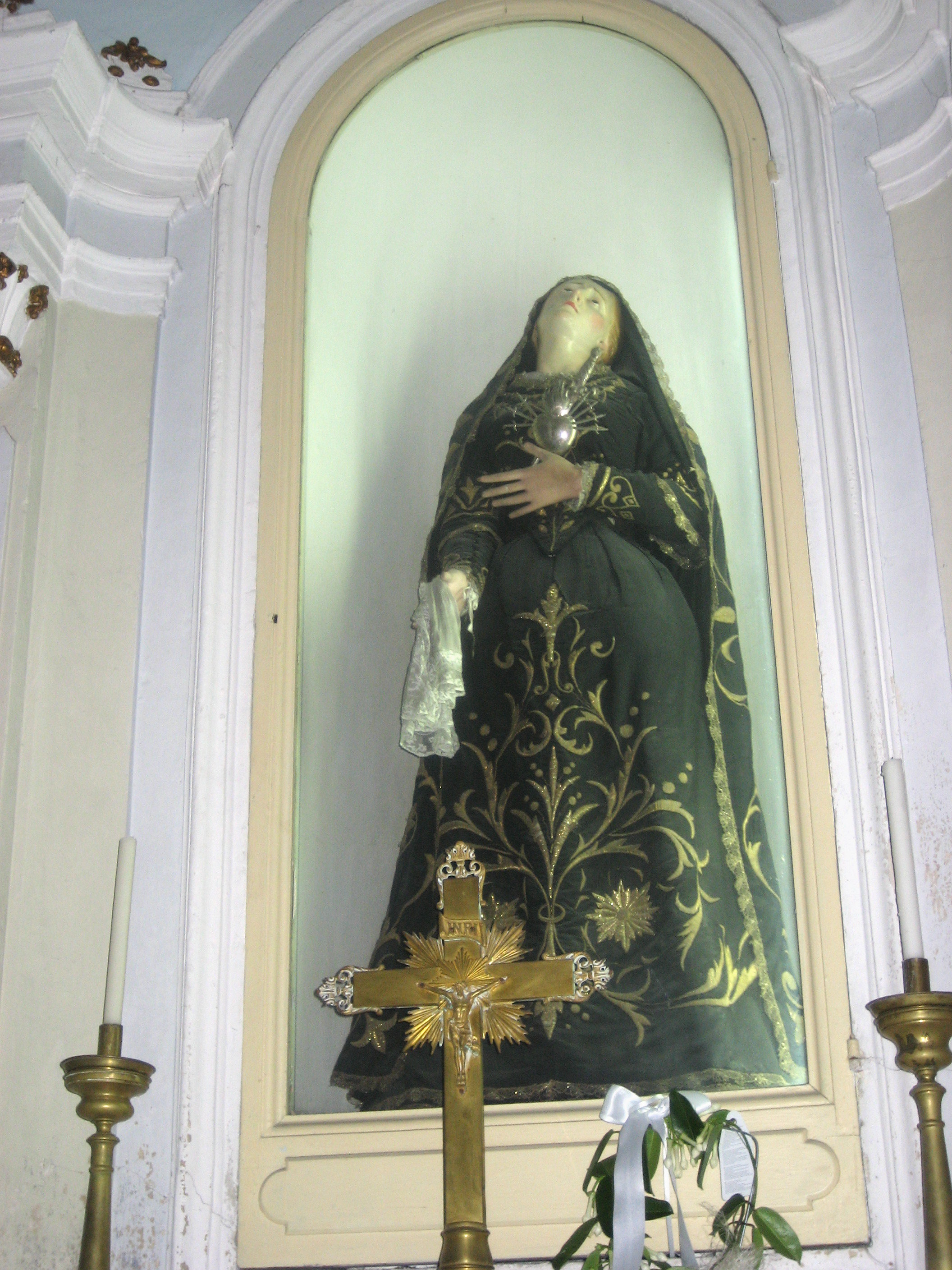
Statua dell'Addolorata.

- La Cappella dell'Addolorata ha dimensioni più piccole rispetto alle altre perché sovrastata dal pulpito. Non presenta stucchi ma due affreschi molto deteriorati, alle pareti laterali, raffiguranti angeli con i simboli della Passione e i Sette Dolori di Maria: rappresentano la prima opera del pittore locale Luciano Astolfi (1870 - 1880). Sulla nicchia vi è la bellissima statua vestita dell'Addolorata (XVIII secolo), che fino al 1940 si portava in processione il Venerdì Santo.
- Il Cappellone di San Francesco, dalla fastosa e traboccante decorazione, è la cappella più grande. Al centro il grande stucco centrale dipinto Le Stimmate di San Francesco.

Passando al lato destro:
- La Cappella di San Giuseppe, già dedicata a San Raffaele, come dimostra la tela cinquecentesca sull'altare.  Oltre alla statuetta di San Giuseppe, nella cappella troviamo un presepe in legno dell'Ottocento e il grande e realistico Cristo Crocifisso della ditta Mussner (XX secolo).

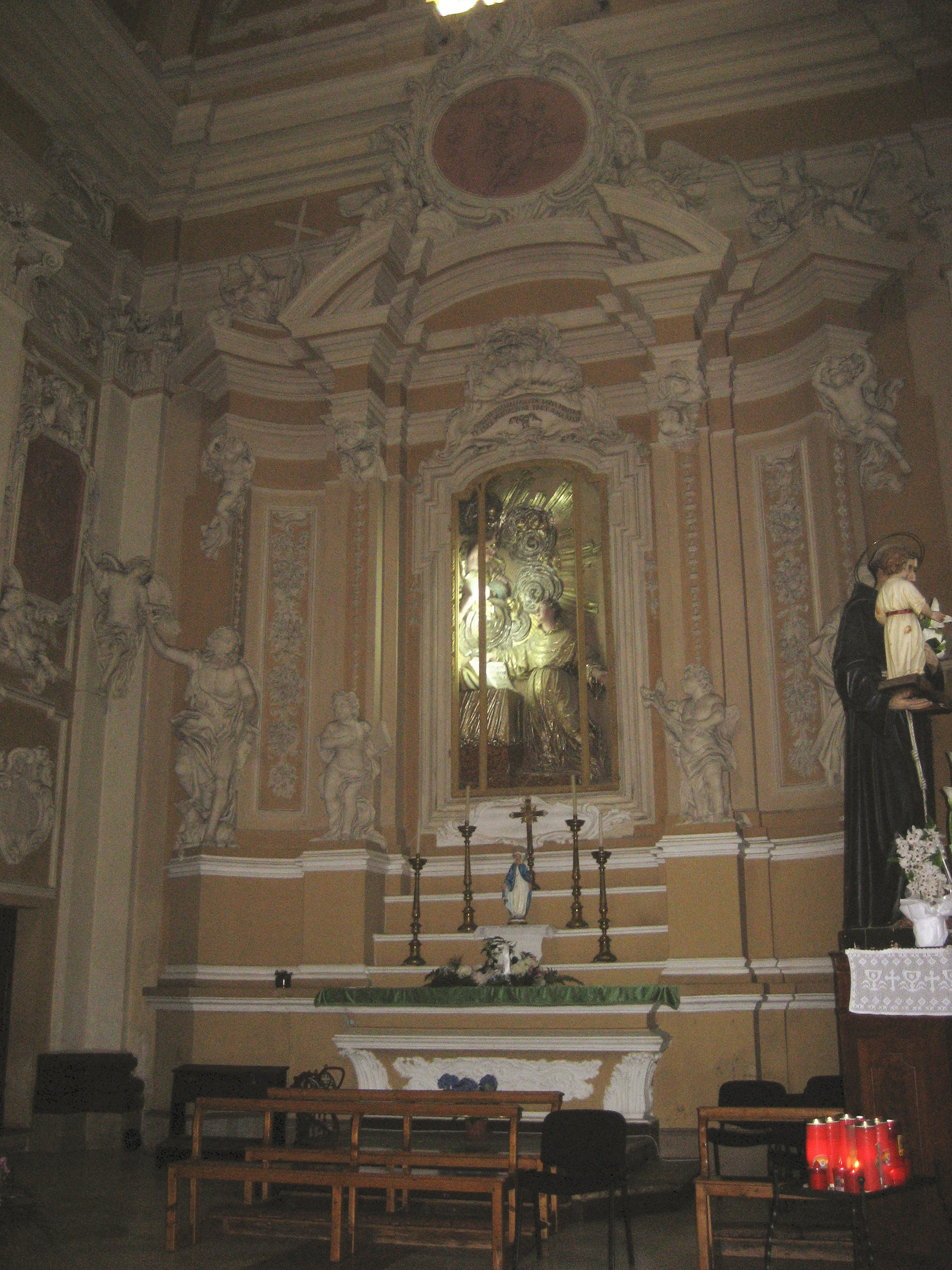
Il Cappellone di Sant'Antonio.

- La Cappella di Santa Barbara, già di San Gaetano, raffigurato assieme alla Madonna nella tela dell'altare (Giuseppe Prepositi, 1780 ca.). Nella cappella troviamo due cenotafi funebri in onore di due membri della Congrega delle Stimmate, la statua vestita della Madonna del Carmine (XVIII secolo) e la statuetta ottocentesca di Santa Barbara, conservata fino al 1962 nel Duomo.
- La Cappella del Sacro Cuore di Gesù, molto piccola, è stata ricavata negli anni sessanta dalla cappella del Sacramento.  La cappella è perciò moderna; interessante è la nicchia con stucchi settecenteschi che ospita la statua del Sacro Cuore, della ditta Santifaller di Ortisei.
- Il Cappellone di Sant'Antonio di Padova è il più grande assieme a quello di San Francesco.  Anche qui c'è molta esuberanza nelle decorazioni; lo stucco centrale raffigura Sant'Antonio da Padova in estasi.

Il Presbiterio presenta varie decorazioni marmoree o stuccate di artisti napoletani, tra cui alcuni medaglioni con scene del Vecchio e Nuovo Testamento; sulla parete di fondo, quindi, l'organo settecentesco attribuibile all'organaro locale Adriano Fedri, molto attivo in Abruzzo.  L'altare maggiore venne realizzato dopo il ritorno dei Francescani nel convento nel 1936, riutilizzando i marmi di quello più antico.

#### Sagrestia
Dal Cappellone di Sant'Antonio si può accedere alla sagrestia, che presenta alcuni mobili settecenteschi e ottocenteschi. Sulle pareti si possono inoltre ammirare quel poco che rimane degli affreschi trecenteschi che ornavano l'abside della vecchia chiesa.

### Il Convento
Fino al XVII secolo il convento occupò l'area dove oggi si trovano le severe strutture di Palazzo Vecchioni, in Via Probi, costruito proprio dopo il sisma del 1690.
Con la ricostruzione che ne seguì, il convento fu spostato in un palazzetto quattrocentesco a sinistra della chiesa, affacciato proprio sul Corso: non venne cambiato nulla dell'impianto originario, furono solo aggiunti il chiostro e il bellissimo portale opera di maestranze ascolane. Il convento fu abitato fino al 1967; oggi al suo interno c'è un hotel.